# Hope Akpan
Hope Ini I. Akpan (Liverpool, 14 agosto 1991) è un ex calciatore nigeriano con cittadinanza britannica, di ruolo centrocampista.

## Carriera

### Club
Proveniente dalle giovanili dell'Everton, debutta in Europa League con la società di Liverpool il 17 dicembre 2009, in una partita contro il BATĖ Borisov. Nel gennaio 2013 viene acquistato dal Reading, con cui fa il suo esordio in Premier League.

### Nazionale
Ha dichiarato di voler rappresentare la nazionale nigeriana, paese di origine della sua famiglia, nonostante sia nato in Inghilterra. Esordisce poi con la selezione africana il 15 ottobre 2014 nella sconfitta per 1-0 contro il Sudan.